# 삼보컴퓨터
삼보컴퓨터(三寶-, TriGem Computer) 또는 TG(TriGem)는 대한민국 최초의 컴퓨터 전문 생산 기업이다.

## 역사
1980년 7월 2일 미국에서 유학을 마친 이용태 박사가 자본금 1000만원으로 세운 삼보전자엔지니어링이 시초이다. 회사 이름 ‘삼보’는 세 개의 보석(三寶)이라는 뜻이다. 처음에는 영문 명칭 TriGem을 사용했으나 2002년 TG로 바꿨다. 1982년부터 세이코엡손과 제휴하여 대한민국 프린터 시장을 장악하였으며, 보석글이라는 워드 프로세서는 (하나 워드프로세서를 제외하고) 한/글이 나오기 전까지 사실상의 표준이었다.
위에서 삼보컴퓨터는 당시 엘렉스, 한국소프트웨어산업, 삼보엔지니어링 등 세개 회사가 합쳐지면서 통합 명칭을 삼보컴퓨터로 통일하게 되었다. 삼보가 초기 제작한 컴퓨터로는 SE-8001이라는 컴퓨터와 Trigem-II라는 8비트 컴퓨터가 주력 상품이었다. 나래 이동통신-나래 앤 컴퍼니 • 유베이스 • 두루넷(Thrunet) • 티지에스(TGS) • PC 디렉트 등 계열사들도 창립되었었다.

## 연혁
- 1980년 7월 설립
- 1981년 대한민국 최초로 개인용 컴퓨터 수출 (캐나다), 한국 최초의 개인용 컴퓨터 삼보 SE-8001과 애플 II 호환기종인 Trigem 20, 문서 작성 소프트웨어 보석글 발표
- 2002년 TG삼보컴퓨터로 사명 개편
- 2005년 5월 18일 법원에 법정 관리 신청
- 2007년 10월 (주)셀런, TG삼보컴퓨터 인수
- 2008년 1월 3일 법정 관리 종료
- 2012년 8월 23일 임시주주총회 결과 회사 분할 결정, 기존법인은 부동산중개업을 주 사업으로 하고, 분할 신설법인인 (주)티지삼보는 컴퓨터사업을 주 사업으로 함.
- 2012년 9월 27일 임시주주총회 결과 기존법인인 (주)삼보컴퓨터는 (주)에스컴으로, 분할신설법인인 (주)티지삼보는 (주)삼보컴퓨터로 사명을 변경.

## 후원
- TG삼보 MSL 2003
- 곰TV 클래식 - TG삼보와 인텔 공동 후원 시즌 1~3까지 후원
- TG삼보-인텔 스타크래프트 II OPEN Season 1 - 세계최초의 스타2리그 출범과 동시에 인텔과 TG삼보와의 공동후원으로 제품까지 후원및 공급하였다
- TG삼보-인텔 A.V.A 오픈챌린지
- 2013 WCS TG삼보-인텔 시즌 1 Final

## 같이 보기
- 삼보엑서스 프로농구단
- 에버라텍
- TG앤컴퍼니
- TG 그린스위치
- 주연테크